# Ryggen
Ryggen är en liten bebyggelseansamling, "by", i Vika socken i Falu kommun, Dalarnas län längs en mindre sjö med samma namn. Idag fungerar större delen av bebyggelsen på platsen som fritidsbostäder, men byn har även en handfull permanenta invånare och en tidvis framgångsrik bordshockeyklubb. I närheten finns också militära förråd. Byn och sjön omges av skog. Sjön Ryggen ligger 208 m ö.h. och går även över gränsen till Säters kommun.
Ryggen ligger vid järnvägen mellan Falun och Hofors (Bergslagsbanan) och hade ett gammalt stationshus med tillhörande bangårdsrest, vilken fungerar som mötesplats för tåg på den enkelspåriga banan. Vid stationen har persontågen en gång gjort uppehåll för på- och avstigande. Angränsande trafikplatszoner är Korsnäs och Långsjön.
Till Ryggen kommer man på länsväg W 861, som utgår från E16 vid foten av Gringsboberget och slutar i byn, eller på enskild väg från Gringsbo eller Långsjön.